# Малапа
Малапа — печера в Південно-Африканській Республіці. Знаходиться в провінції Гаутенг на висоті 1442 м над рівнем моря, за 40 км на захід від Йоганнесбурга і за 15 км до північного півночі-сходу від відомих викопних ділянок Стеркфонтейн, Сварткранс і Кромдрай. Печера належить до території об'єкта Всесвітньої спадщини ЮНЕСКО, відомого як «Колиска людства».
Навесні 2008 року в печері було знайдено рештки двох скелетів гомінід віком приблизно 1,9 млн років, виділені в окремий вид роду австралопітеків Australopithecus sediba. Відомий антрополог Дональд Джохансон вважає, що кістки A. sediba належить віднести до роду Homo. Тут-таки знайдено найбільш рані знахідки решток бабуїнів Papio angusticeps віком 2,026—2,36 млн років.